# Malika Favre
Pour les articles homonymes, voir Favre.
Malika Favre, née en décembre 1982 en région parisienne, est une illustratrice française.

## Biographie
Malika Favre est diplômée de l’École nationale supérieure des arts appliqués et des métiers d'art de Paris (ENSAAMA) et du Surrey Institute of Art and Design de Farnham en Grande-Bretagne.
Elle vit et travaille à Barcelone, tout d'abord comme directrice artistique au sein de l'agence de création AirSide, puis chez UNIT9 (en) à partir de 2006,. 
Son style graphique épuré assez singulier, mêlant Pop Art et Op Art, est mis à contribution par des entreprises telles que Sephora, Le Bon Marché, Penguin Books, des journaux tels que Vogue, The New York Times, The New Yorker, The Sunday Times, ou Vanity Fair, etc.,,,,. Elle se voit confier également l'affiche du festival de Jazz de Montreux en 2017. Prolongeant une de ses créations pour Penguin, une couverture d'une édition du Kamasutra, elle s'amuse à concevoir un alphabet animé inspiré du Kamasutra, présenté sur internet et au festival art et graphique 2013 de Londres,.
Son dessin de Une pour The New Yorker, intitulé « Operating Theatre », esquissant quatre chirurgiennes se penchant sur leur patient, est devenu un signe de ralliement, sur les réseaux sociaux, pour de nombreuses chirurgiennes, aux États-Unis et d’autres pays, désirant affirmer la féminisation d’une profession encore souvent considérée comme « un métier d’homme »,.